# Carmen Covito
Carmen Covito (Castellammare di Stabia, 14 novembre 1948) è una scrittrice e traduttrice italiana.

## Biografia
A soli 15 anni invia al Corriere dei Piccoli il racconto Il ragazzo del circo che viene pubblicato sul numero 38 del 20 settembre 1964.
Si laurea in filosofia con una tesi sul filosofo tedesco Arthur Schopenhauer. Insegna lettere a Brescia, fa la copywriter pubblicitaria, sceneggia fumetti, si sposta in Giappone, Spagna e infine torna in Italia. Per un quotidiano ha l'occasione di intervistare Aldo Busi, che resta colpito dalla sua scrittura e dopo qualche anno firma con lei le traduzioni di opere dall'italiano antico (Il Cortegiano di Baldassare Castiglione e il Novellino del Duecento) e il capolavoro di Nathaniel Hawthorne La lettera scarlatta.
Nel 1992 pubblica per l'editore Bompiani La bruttina stagionata, libro che vince il Premio Rapallo-Carige "Opera Prima" 1992 e il Premio Bancarella 1993. È tradotto in tedesco, spagnolo, francese, olandese, greco, rumeno. Dal libro sono stati tratti un monologo teatrale (interpretato da Gabriella Franchini con la regia di Franca Valeri, adattamento di Ira Rubini) e il film omonimo (interpretato da Carla Signoris, sceneggiatura e regia di Anna Di Francisca).
Nel 1995, Covito pubblica il suo secondo romanzo: Del perché i porcospini attraversano la strada.
Ai primi due romanzi fa seguito un terzo, una vera e propria immersione nel web: Benvenuti in questo ambiente. Nel 1997, Covito traduce Claudine a scuola di Colette per la collana I classici classici della Frassinelli diretta da Aldo Busi. Nel frattempo pubblica in formato ebook una raccolta di racconti (Scheletri senza armadio e altri racconti) e si dedica allo studio dell'archeologia del Vicino Oriente Antico per scrivere il romanzo La rossa e il nero, uscito nel 2002. Tre anni più tardi pubblica un manuale, L'arte di smettere di fumare (controvoglia).
Dal 2007 è socia fondatrice dell'associazione culturale Shodo.it che si occupa di diffondere la conoscenza della calligrafia sino-giapponese, di cui rimane vicepresidente fino al 2020, e dal 2011 dirige la rivista di studi online AsiaTeatro.
Nel 2008 traduce Storia della castità di Elizabeth Abbott.
Nel 2012 torna alla narrativa con il romanzo breve Le ragazze di Pompei, seguito nel 2013 dal racconto Il processo di Giusta, ambientato nell'antica Ercolano.
Negli ultimi anni si dedica prevalentemente alla ricerca come studiosa indipendente, focalizzandosi in particolare sulla storia della ricezione del teatro giapponese in Italia. Nel 2023 pubblica il suo primo saggio accademico, Sadayakko, la Duse del Giappone.

## Opere

### Romanzi
- La bruttina stagionata, Milano, Bompiani 1992; nuova edizione Bompiani 2017.
- Del perché i porcospini attraversano la strada, Milano, Bompiani 1995.
- Benvenuti in questo ambiente, Milano, Bompiani 1997.
- La rossa e il nero, Milano, Mondadori 2002.
- Le ragazze di Pompei, Siena, Barbera Editore, 2012.
- Il processo di Giusta, Siena, Barbera Editore, 2013.

### Saggi
- Sadayakko, la Duse del Giappone. Cronache della prima tournée di teatro giapponese in Italia (1902),  Bologna, Clueb, 2023. ISBN 978-88-491-5757-4

### Principali traduzioni
- Takeda Izumo - Miyoshi Shoraku - Namiki Senryū, I mille ciliegi di Yoshitsune, Milano, CRT, 1985.
- Anonimo, Il Novellino, con Aldo Busi, Milano, Rizzoli, 1992.
- Baldassarre Castiglione, Il Cortigiano, con Aldo Busi, Milano, Rizzoli, 1993.
- Nathaniel Hawthorne, La lettera scarlatta, Milano, "I Classici Classici" Frassinelli, 1998; poi in "Superclassici" Sperling Paperback, Milano, 2003.
- Charles Perrault, Cenerentola, Novara, De Agostini, 1996.
- Colette (e Willy), Claudine a scuola, Milano, "I Classici Classici" Frassinelli, 1996.
- Ohnuki-Tierney Emiko, La vera storia dei kamikaze giapponesi. La militarizzazione dell'estetica nell'Impero del Sol Levante, con Elena Dal Pra, Milano, Bruno Mondadori, 2004.
- Elizabeth Abbott, Storia delle altre. Concubine, amanti, mantenute, amiche, con Marco Cavalli, Milano, Mondadori, 2006.
- Elizabeth Abbott, Storia della castità, Milano, Mondadori, 2008.